# Dhiddhoo (Lhaviyani-atol)
Dhiddhoo of Dhidhdhoo is een van de onbewoonde eilanden van het Lhaviyani-atol behorende tot de Maldiven.